# Utah-Wacholder
Der Utah-Wacholder (Juniperus osteosperma) ist eine Pflanzenart aus der Familie der Zypressengewächse (Cupressaceae). Sie ist im westlichen Nordamerika heimisch.

## Beschreibung

### Habitus und Rinde

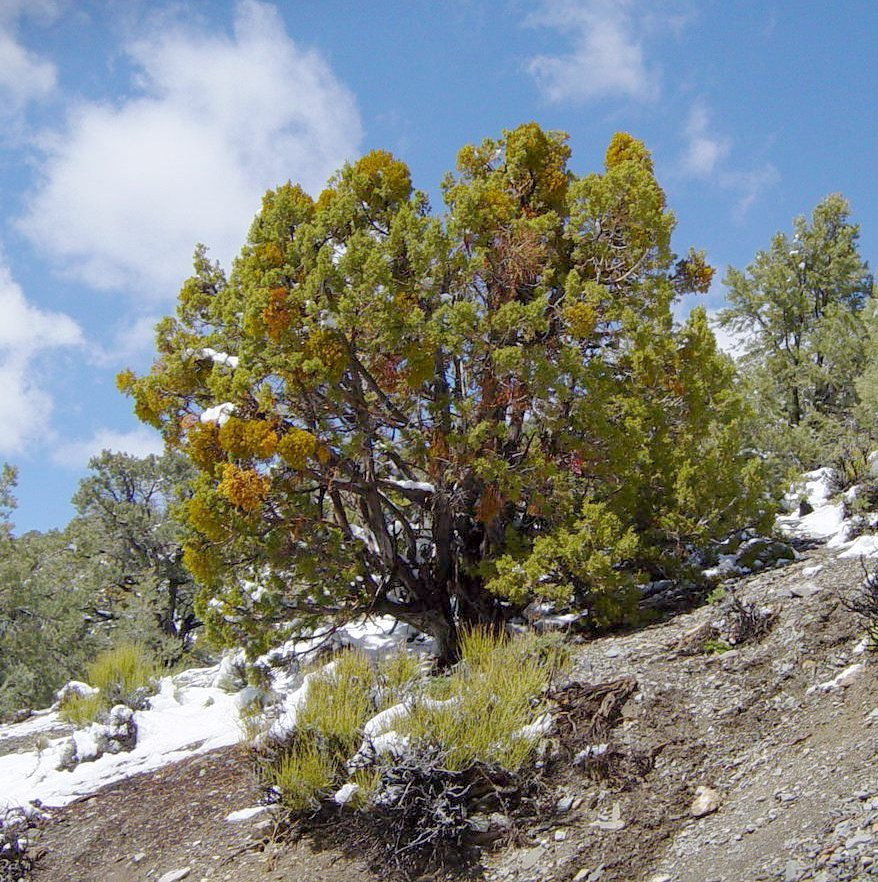
Strauchform

Abhängig von den Standortverhältnissen kommt der Utah-Wacholder als immergrüner Strauch oder Baum vor. Die Strauchform erreicht Wuchshöhen von maximal 3 Meter. Als Baum erreicht er bei einem Brusthöhendurchmesser von 60 bis 75 Zentimetern Wuchshöhen von 6 bis 12 Meter. Der kurze Stamm ist oft gabelig, mehrstämmig, selten einstämmig und exzentrisch. Die offene und runde Krone besteht aus aufwärts gerichteten Ästen. Es wird von einzelnen Exemplaren berichtet, die einen schmalen, zypressenähnlichen Wuchs besitzen. Jungbäume besitzen eine Pfahlwurzel, die unter anderem mit den Pilzen Glomus fasciculatum und Glomus mosseae eine Mykorrhiza bildet.
Die schuppige Rinde der Zweige und die Borke von Altbäumen ist rotbraun, kann aber durch Verwitterung auch eine graue bis aschgraue Färbung aufweisen. Die Stammrinde schält sich in dünnen, graubraunen Streifen ab, wogegen die Rinde der Zweige glatt ist.

### Holz
Das hell gelblichbraune Kernholz unterscheidet sich farblich vom breiten weißen Splintholz. Das spröde Holz ist relativ weich und dauerhaft. Es riecht weniger aromatisch als das von anderen Wacholder-Arten.

### Blätter
Die hell gelbgrünen, rhombischen bis eiförmigen Schuppenblätter des Utah-Wacholders liegen kreuzweise gegenständig und seltener in Dreierquirlen bis auf die äußersten Spitzen dicht an den rundlichen Zweigen. Zerreibt man die sich rau anfühlenden Blätter, sondern sie einen aromatischen Geruch ab. Sämlinge besitzen 2 bis 3 Millimeter lange, scharf zugespitzte und pfriemlich geformte Nadeln.

### Blüten, Zapfen und Samen

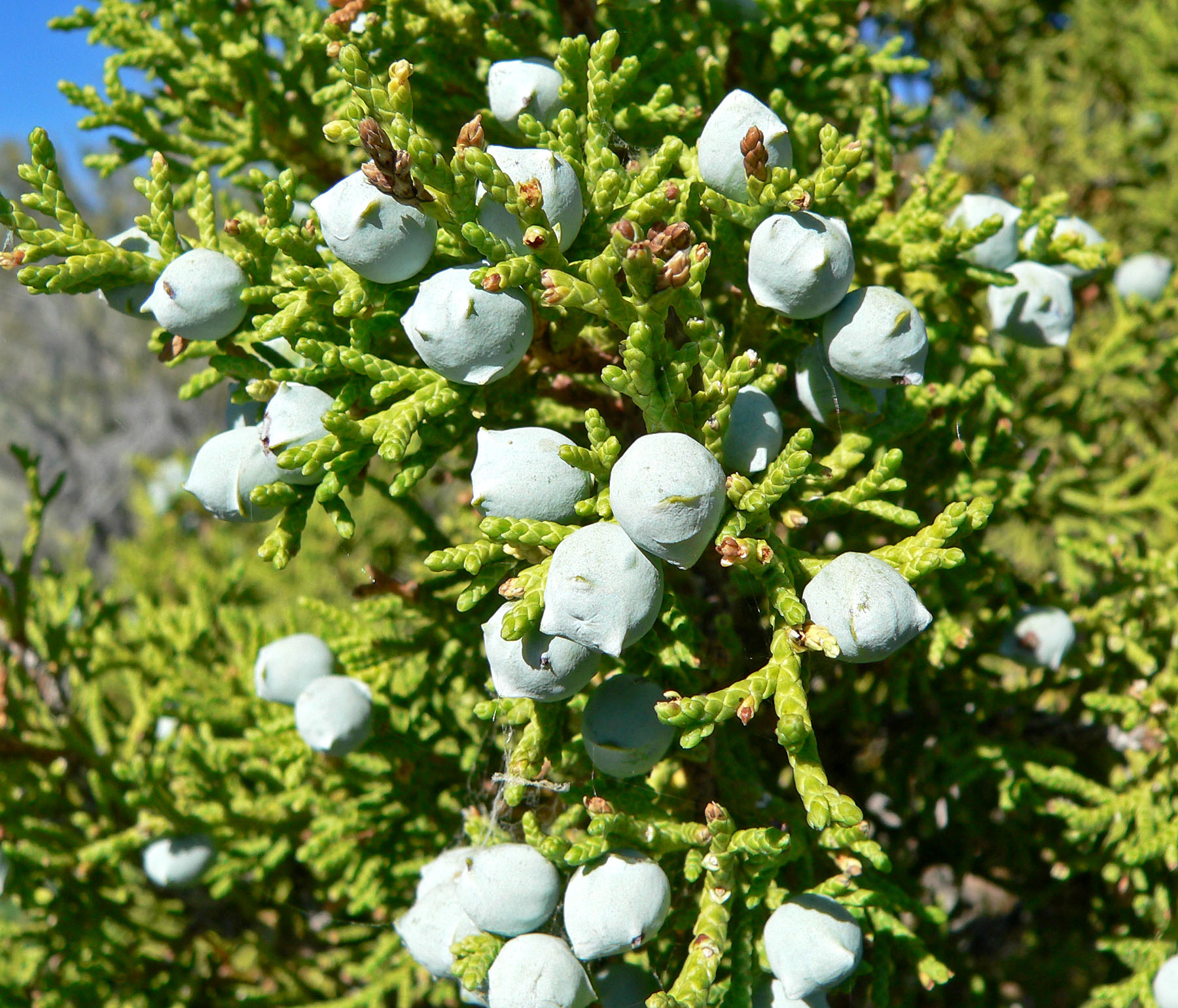
Zweige mit unreifen Beerenzapfen

Der Utah-Wacholder ist einhäusig-getrenntgeschlechtig (monözisch). Die Blütezeit erstreckt sich von Ende März bis Anfang April. Die rundlichen und 6 bis 12 Millimeter dicken weiblichen Zapfenblüten stehen endständig an kurzen Zweigen. Sie sind zur Blütezeit braun bis bläulich-rot gefärbt und besitzen 6 zugespitzte, ein wenig abstehende Samenschuppen. Jede Samenschuppe besitzt 1 bis 2 Samenanlagen. Die endständig stehenden männlichen Blüten besitzen 18 bis 24 Staubblätter. Die Samenschuppen der weiblichen Zapfenblüten werden nach der Bestäubung fleischig und wachsen zu rundlichen, meist 8 bis 9 Millimeter, in den Extremwerten 6 bis 13 Millimeter großen Beerenzapfen zusammen. Die im September des 2. Jahres reifen Beerenzapfen sind fest, graubläulich, oft rötlich-braun mit graubläulichem Anstrich gefärbt und weisen eine helle Wachsschicht auf. Das trockene „Fruchtfleisch“ riecht streng aromatisch, schmeckt süßlich und ist von Harzkanälen durchzogen. Es enthält ein bis selten zwei Samen. Die hartschaligen Samen sind eiförmig, etwas kantig und besitzen ein spitzes Ende mit rundlicher Basis. Das Tausendkorngewicht beträgt rund 91 Gramm. Die Diasporen werden hauptsächlich von Vögeln verbreitet (Ornithochorie).

## Verbreitung und Standort

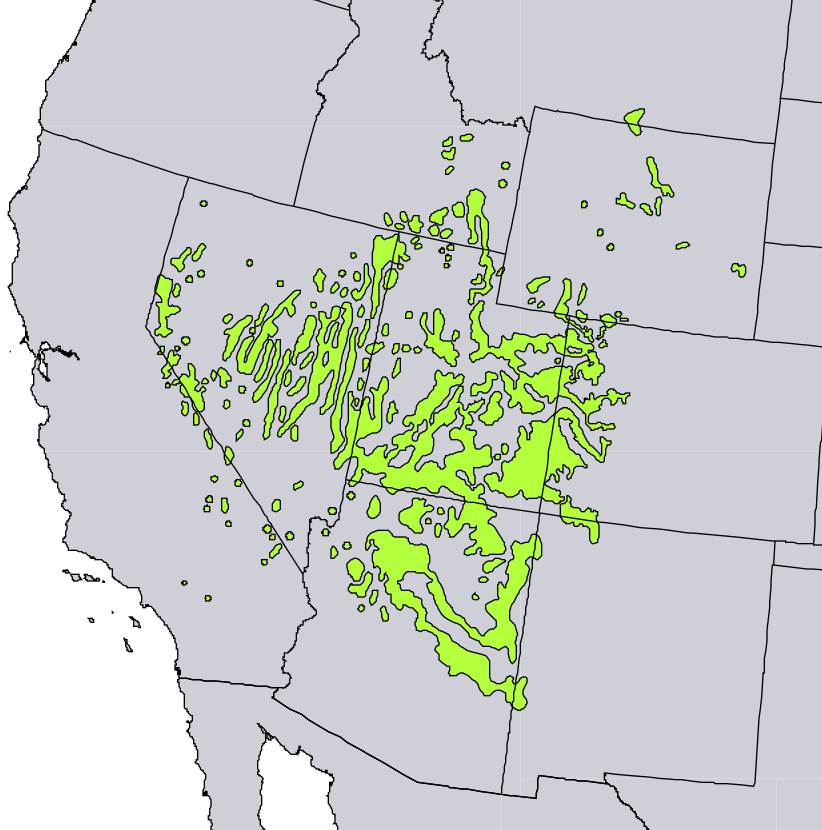
Karte des Verbreitungsgebietes

Das natürliche Verbreitungsgebiet des Utah-Wacholder erstreckt sich von den Bergen im Südwesten Wyomings und im Südosten Idahos über die weiteren US-Bundesstaaten Utah und Nevada und den Westen Colorados bis zu den Osthängen der Sierra Nevada und den Paramint Mountains in Kalifornien sowie den Hochflächen des nördlichen und mittleren Arizonas. Kleinere Bestände sind im Süden Montanas und im Westen New Mexicos zu finden. Der Schwerpunkt der Verbreitung findet sich im Great Basin, wo die Art die häufigste Baumart darstellt. Er ist die dominierende Wacholderart in Utah. An vielen Stellen der Halbwüsten des Südwestens Nordamerikas stellt der Utah-Wacholder die einzige oder die dominierende Baumart dar.
Der Utah-Wacholder ist eine frostharte Lichtbaumart des semiariden Klimas mit Jahresniederschlägen von mindestens 200 mm. Sie besiedelt Hänge mit trockenen und felsigen Böden in Höhenlagen von 900 bis 2.400 Metern (R. P. Adams gibt 1.300 bis 2.600 Meter an). Selbst an exponierten Standorten übersteht die Art Sandstürme, große Hitze und lange Trockenperioden. Sie bildet gemeinsam mit den Pinyon-Kiefern den „Pinyon-Juniper-Vegetationstyp“.

## Systematik
Der Utah-Wacholder wird innerhalb der Gattung Wacholder (Juniperus) zur Untergattung Sabina und zur Sektion Pachyphlaeoides gestellt. Andere Autoren bezeichnen die Untergattung Sabina als Sektion Sabina, die keine weitere taxonomische Unterteilung vorweist. Nach R. P. Adams wird er als Mitglied der Gruppe der „Wacholder mit gesägten, gezahnten Blatträndern der westlichen Hemisphäre“ geführt. Ein Synonym für Juniperus osteosperma (Torr.) Little ist Juniperus utahensis (Engelm.) Lemm.. Das Artepitheton osteosperma bedeutet so viel wie „knochenhart“ und bezieht sich auf die harte Schale der Samen.
Juniperus osteosperma soll im Nordwesten Nevadas mit dem Westamerikanischen Wacholder (Juniperus occidentalis) hybridisieren.

## Krankheiten und Schädlinge
Der Utah-Wacholder wird weder von Schadinsekten noch von Schadpilzen ernsthaft gefährdet. Weit verbreitet ist ein Befall mit einer Unterart des Halbparasiten Phoradendron juniperinum, der die Wirtspflanze erheblich schwächt. Die Pilzart Phomopsis juniperovora verursacht Rindennekrosen und löst ein Triebsterben aus. Der Befall tritt hauptsächlich in Baumschulen auf. Die Schadinsektenart Cudonigera houstoneana minimiert die Blätter, indem sie den Larven als Nahrung dienen.

## Nutzung
Das Holz findet als Brennmaterial und zur Herstellung von Zaunpfählen Verwendung. Aus dem Holz kann ein ätherisches Öl gewonnen werden, das als Geruchsstoff in der Kosmetik und als Immersionsöl in der Mikroskopie Anwendung findet. In prähistorischer Zeit wurden aus der Borke Seile, Säcke, Sandalen und Matten hergestellt. Die Indianer nutzten das Holz als Dachbalken und die Beerenzapfen als Nahrung. Es wurden auch Fackeln aus der Rinde hergestellt.

## Gefährdung und Schutzmaßnahmen
Der Utah-Wacholder wird von der Weltnaturschutzunion IUCN zwar in der Roten Liste gefährdeter Arten geführt, jedoch als nicht gefährdet („Least Concern“) bezeichnet. Diese Entscheidung wird damit begründet, dass es sich um die am meisten verbreitete Art der Gattung Wacholder im ausgedehnten Kiefern-Wacholder-Waldgebiet des Südwestens der USA handelt. Der Utah-Wacholder hat zudem nur geringen kommerziellen Wert und kommt häufig auf felsigen Steilhängen und Plateaus vor, die nur für wenige andere Pflanzen geeignet sind. Der Bestand nimmt zu und die Art ist in vielen Schutzgebieten vertreten.
In den USA wird diese Wacholderart durch den Bundesstaat Nevada durch Einschränkung der Nutzung unter Schutz gestellt.